# Mikishi Abe
Mikishi Abe (阿部 美樹志, Abe Mikishi, 4 mai 1883 - 20 février 1965) est un architecte japonais, connu pour sa thèse de doctorat consacrée aux cadres en béton armé et pour plusieurs bâtiments en béton armé.

## Réalisations
- Cinéma de Hibiya, Yurakucho, Chiyodaku, Tokyo, 1934[2]
- Usine de Meiji Seika Tobata, Tobataku, KitaKyushu, 1936

## Source de la traduction
- (en) Cet article est partiellement ou en totalité issu de l’article de Wikipédia en anglais intitulé « Mikishi Abe » (voir la liste des auteurs).